# Орфей (театр)
Театр «Орфей» на Бродвее в Лос-Анджелесе входит в центральную сеть кинотеатров и увеселительных заведений «Цепь Орфей» бродвейского театрального квартала крупнейшего калифорнийского города.

## Название и история
Название театра непосредственно связано с именем Орфея — легендарного певца и музыканта в древнегреческой мифологии. Орфей, получивший в подарок от Аполлона золотую лиру, заколдовывал своей поэзией и пением, мог передвигать скалы, приручать диких зверей.
Когда в 1923 году только планировалось создание театра «Орфей», трудно было предсказать его будущую значимость.
Дизайн фасада здания, построенного к 1926 году, был спроектирован архитектором Г. Альбертом Лансбургом (англ. G. Albert Lansburgh) в стиле боз-ар. Театральные интерьеры Альберт Лансбург создавал в духе причудливых форм французского барокко — с большим количеством мрамора в холле, огромными хрустальными люстрами и роскошной мебелью. Говорили даже об «орфейном стиле», который тиражировался другими архитекторами зданий в бродвейском квартале Лос-Анджелеса.
Театр первоначально предназначался для водевильных постановок. Во время Великой депрессии его закрывали, но ненадолго.

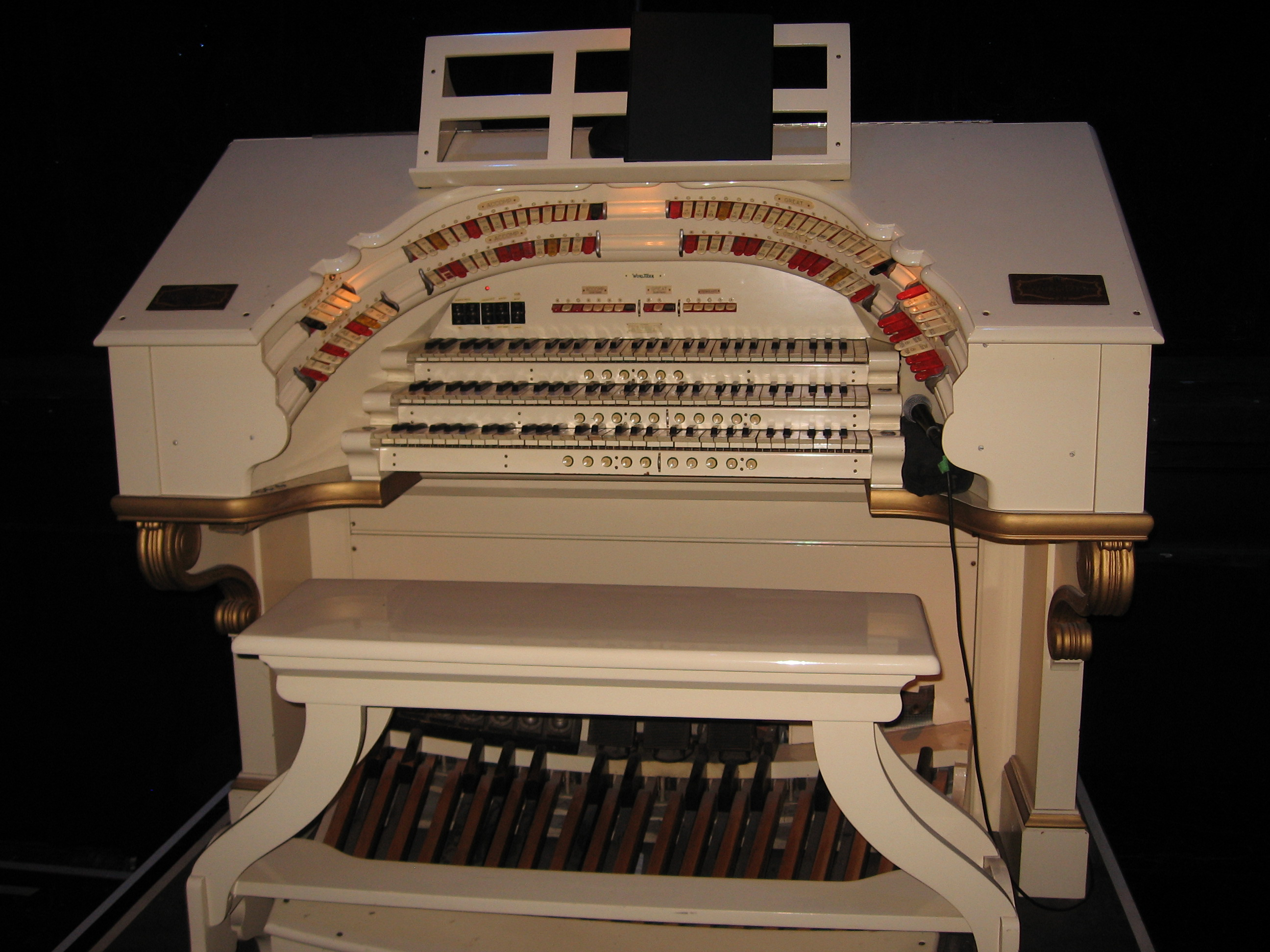
Театральный орган Wurlitzer

Ценным для «Орфея» приобретением стала покупка в 1928 году театрального орга́на известной американской компании Wurlitzer, которую основал в 1853 году в Цинциннати Рудольф Вурлитцер (нем. Rudolph Wurlitzer), иммигрант из Германии.
Только через 90 лет — в 2018 году этот музыкальный инструмент в размонтированном виде решено переправить из театра на реставрацию в Чикаго.
|  |  |  |  |  |

## Место представлений
С момента своего открытия 15 февраля 1926 года театр «Орфей» занимал одно из самых видных мест в шоу-бизнесе. Здесь выступали такие знаменитости, как королева эротического танца Салли Ранд, комедийные артисты — братья Маркс, Уилл Роджерс, Джуди Гарленд, Джек Бенни, а также великие джазисты — Лина Хорн, Элла Фицджеральд и Дюк Эллингтон. До 1950 года в театре ставили водевили. В 1960-е годы здесь проходили концерты первопроходцев рок-н-ролла — Литла Ричарда, Ареты Франклин и Стиви Уандера.
После реставрации 1989 года заново открытый театр стал местом проведения концертов, премьерных показов фильмов, кино- и телесъёмок, фотосессий и видеозаписей. Основанная в 1991 году финская рок-группа HIM записала здесь в 2007 году свой первый концертный альбом Digital Versatile Doom.
.

## Место съёмок
Отсюда была организована трансляция таких телешоу, как «American Idol» и «America's Got Talent», седьмого и восьмого сезонов игрового реалити-шоу «Королевские гонки Ру Пола», а также фильмов «Последний киногерой» и «Трансформеры». Театр был местом презентации вымышленной музыкальной группы «Элвин и бурундуки» 1960-х годов и одноимённой кинокомедии, вышедшей в 2007 году.
Фасад здания театра появляется в музыкальном клипе Аврил Лавин
«I’m with You». В 2011 году Тейлор Свифт записала здесь свой видеоклип песни «Mean».
В фильме «В поисках полуночного поцелуя» главные герои в исполнении Скута Макнейри и Сары Симмонс (англ. Sara Simmonds) на своём первом свидании общаются в «Орфее». Дэвид Хассельхофф, играя самого себя в фильме 2011 года «Бунт ушастых», проводит в «Орфее» конкурс талантов.
В 2014 году для рекламной кампании в театре «Орфей» снимался фрагмент из «Щелкунчика», в котором прима-балерина Мария Кочеткова танцевала с прикрепленной к телу видеокамерой и смартфоном в руке.
«Американская история ужасов: Роанок» 2016 года включает съёмки, сделанные на фоне театра «Орфей».